# Richard Breslau

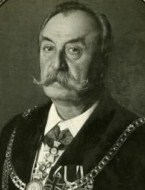
Oberbürgermeister Richard Breslau, Erfurt

Richard Breslau (* 26. Mai 1835 in Königshütte; † 4. März 1897 in Sachsa) war ein deutscher Politiker und von 1871 bis 1889 Oberbürgermeister von Erfurt, außerdem war er von 1872 bis 1889 Mitglied des Preußischen Herrenhauses.

## Familie
Breslau wurde 1835 als Sohn des Oberbauinspektors Adolph Breslau (1801–1846) und seiner Frau Liddy, geb. Wellner (1809–1887), geboren. Er heiratete 1866 Jenny Cramer aus Beuthen in Oberschlesien. Dem Ehepaar wurden sieben Kinder geboren.
Breslaus jüngerer Bruder Oscar Breslau (1836–1903) war zeitweise Oberbürgermeister von Naumburg (Saale) und später Provinziallandesrat in Merseburg. Seine Schwester Clementine Breslau (1845–1923) war mit dem Rektor der Fürstenschule Schulpforta Diederich Volkmann (1838–1903) verheiratet.

## Leben
Nach dem Jurastudium wurde er 1856 als Appellationsgerichts-Auskultator am Kreisgericht in Naumburg beschäftigt. 1858 wurde er Regierungsreferendar, 1862 Regierungsassessor bei der Regierung in Erfurt. Am Deutsch-Französischen Krieg nahm er als Offizier teil.
Er wurde am 14. Juli 1871 zum Oberbürgermeister gewählt und machte sich mit einer ganzen Reihe weitsichtiger Entscheidungen um die Entwicklung der Stadt Erfurt verdient. Am 14. Februar 1882 wurde ihm der Titel Geheimer Regierungsrat verliehen.

Besonders wichtig war die Planung und Anlegung des Flutgrabens, der das jährliche Hochwasser der Gera verhinderte und so den Weg für neue Stadtteile freimachte. Innerhalb eines Jahrzehnts wurden das Städtische Krankenhaus, eine Trinkwasserleitung, eine Kanalisation und ein Schlachthaus gebaut. Die Friedhöfe wurden in die Peripherie verlegt und diverse Grünanlagen angelegt. Erfurt war eine der gesündesten Städte des Reichs geworden.

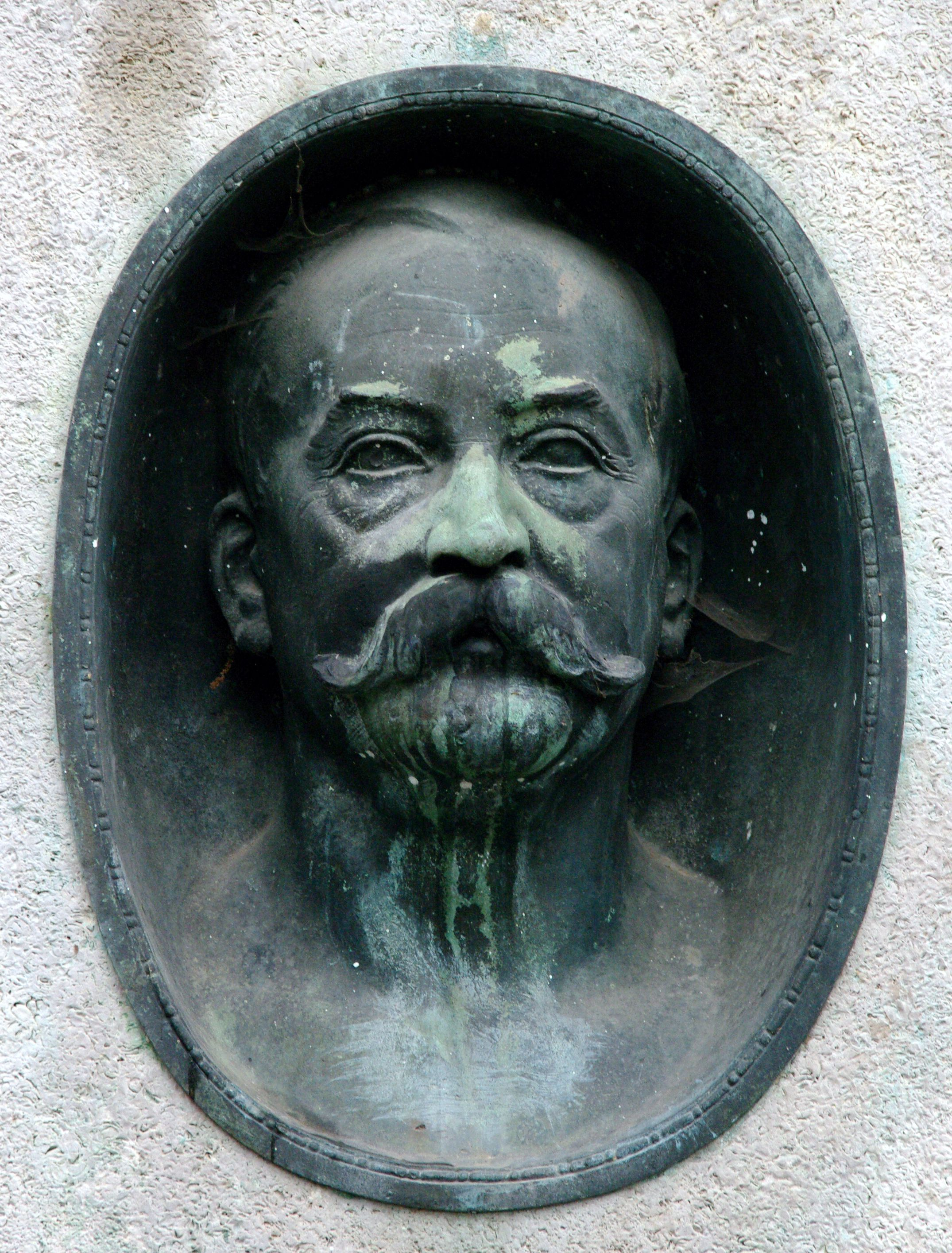
Portraitrelief am Richard-Breslau-Denkmal in Erfurt

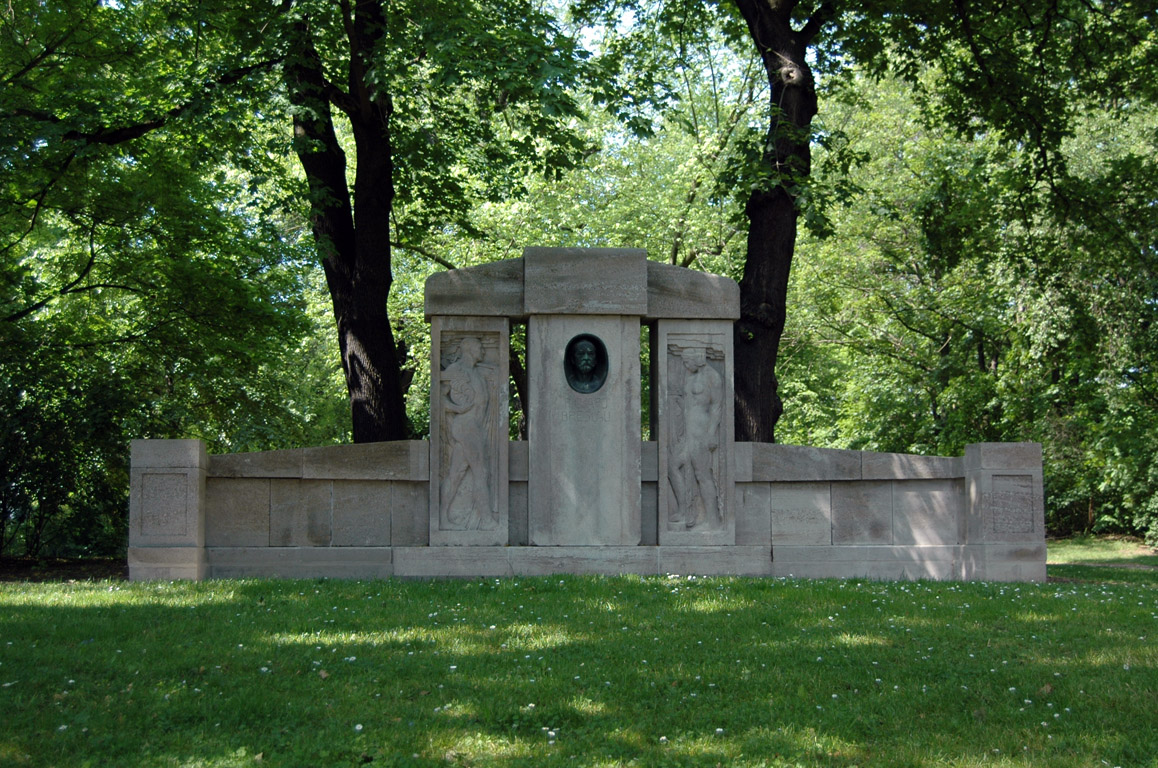
Richard-Breslau-Denkmal am Flutgraben in Erfurt

Als Richard Breslau 1889 aus dem Amt schied, wurde ihm die Ehrenbürgerwürde verliehen. Er verzog vorübergehend nach Naumburg. 1891 erbaute er sich in Sachsa seinen repräsentativen Altersruhesitz „Breslauer Hof“, half 1895 bei der Erschließung der Silberquelle mit und sorgte für die Errichtung des Haltepunktes Sachsa an der Südharzstrecke. Er verstarb 1897 in Sachsa.
Beerdigt wurde Richard Breslau auf dem Erfurter Südfriedhof am 9. März 1897 in einem Ehrengrab der Stadt Erfurt. In der Nähe der nach ihm benannten Richard-Breslau-Straße steht bis heute das ihm zu Ehren errichtete „Richard-Breslau-Denkmal“.

## Auszeichnungen
- Eisernes Kreuz 2. Klasse von 1870
- Roter Adlerorden 3. Klasse mit der Schleife
- Königlicher Kronenorden 2. Klasse
- Fürstlich Schwarzburg'sches Ehrenkreuz 2. Klasse